# Isallo
Isallo è una frazione del comune di Magliolo, in provincia di Savona. Ubicata a 350 m s.l.m., è posta ad ovest del capoluogo comunale cui dista circa 4 km.

## Monumenti e luoghi d'interesse
Ad Isallo vi sono importanti resti di archeologia industriale della "Ferriera", attiva dal 1730 al 1860, che ha portato per molti anni benessere agli abitanti della frazione e di Magliolo. La vecchia storica fabbrica, di notevole interesse architettonico, è ubicata in una zona ricca di acque e di boschi che servivano per ricavare il carbone di legna quale combustibile. Il minerale di ferro proveniva invece via mare dalle miniere dell'Isola d'Elba, veniva sbarcato in spiaggia a Pietra Ligure e poi trasportato a dorso di mulo fino a Isallo.
Di ritorno i muli trasportavano i semilavorati ed i pregiati manufatti di ferro che venivano poi reimbarcati su navi di armatori locali sempre a Pietra Ligure, e destinati via mare a terre lontane (si ha traccia fino alle foci del Danubio).
Il villaggio è raggiungibile dalla strada provinciale 4 del santuario dei Santi Cosma e Damiano ed occupa gran parte del fondovalle alla confluenza tra il rio Slige ed il torrente Maremola.
Altri monumenti della frazione magliolese sono la cappella della Madonna della Misericordia e un ponte in pietra del XVII secolo.
Dalla vicina borgata denominata Cormore si accede alla ferrata degli artisti, che consente di percorrere in ascesa la rocca dei Balzi Rossi da quota 600 m s.l.m. circa fino a 1300 m s.l.m.